# Демократска Република Конго на Светском првенству у атлетици на отвореном 2011.
Демократска Република Конго је учествовала на 13. Светском првенству у атлетици на отвореном 2011. одржаном у Тегу од 27. августа до 4. септембра дванаести пут. Репрезентацију Демократске Републике Конго представљала су 2 такмичара (1 мушкарац) који се такмичили у 2 .,
На овом првенству такмичари Демократске Републике Конго нису освојили ниједну медаљу али је постигнут један лични рекорд.

## Учесници
| Мушкарци: - Гари Кикаја — 400 м | Жене: - Магуј Сафи Маканда — 100 м |

## Резултати

### Мушкарци
| Атлетичар   | Дисциплина | Лични рекорд | Предтакмичење  | Предтакмичење  | Квалификације        | Квалификације        | Полуфинале           | Полуфинале           | Финале               | Финале               | Детаљи |
| Атлетичар   | Дисциплина | Лични рекорд | Резултат       | Место          | Резултат             | Место                | Резултат             | Место                | Резултат             | Место                | Детаљи |
| ----------- | ---------- | ------------ | -------------- | -------------- | -------------------- | -------------------- | -------------------- | -------------------- | -------------------- | -------------------- | ------ |
| Гари Кикаја | 400 м      | 44,10 НР     | Није стартовао | Није стартовао | Није се квалификовао | Није се квалификовао | Није се квалификовао | Није се квалификовао | Није се квалификовао | Није се квалификовао |        |

### Жене
| Атлетичарка        | Дисциплина | Лични рекорд | Предтакмичење | Предтакмичење | Квалификације         | Квалификације         | Полуфинале            | Полуфинале            | Финале                | Финале       | Детаљи |
| Атлетичарка        | Дисциплина | Лични рекорд | Резултат      | Место         | Резултат              | Место                 | Резултат              | Место                 | Резултат              | Место        | Детаљи |
| ------------------ | ---------- | ------------ | ------------- | ------------- | --------------------- | --------------------- | --------------------- | --------------------- | --------------------- | ------------ | ------ |
| Магуј Сафи Маканда | 100 м      |              | 13,05 ЛР      | 7. у гр. 4    | Није се квалификовала | Није се квалификовала | Није се квалификовала | Није се квалификовала | Није се квалификовала | 23 / 68 (73) |        |